# 安祚永
安祚永（안조영，1979年9月25日—），韓國圍棋棋手。1993年入段；2005年晉升為九段。棋风厚实稳健，擅长官子。
2007年，安祚永在首爾參與埃爾溫·伯利坎普用來量化官子的數學卡片棋比賽，結果获得冠军。

## 國際比賽成績
- 2010年：BC卡杯8強，LG杯8強

## 外部連結
- 韓国棋院「안조영(安祚永)」
- Weiqi8.com